# Reflektor (Zeitschrift)
Reflektor war eine von 1923 bis 1925 monatlich erscheinende polnische Literaturzeitschrift. Sie wurde in Lublin von Wacław Gralewski herausgegeben. Um die Zeitschrift bildete sich eine gleichnamige avantgardistische Dichtergruppe, zu der neben Gralewski auch Konrad Bielski, Czesław Bobrowski, Józef Czechowicz, Stanisław Grędziński und Kazimierz Andrzej Jaworski gehörten. Weiterhin publizierten in Reflektor unter anderem Stanisław Młodożeniec, Julian Przyboś, Anatol Stern und Adam Ważyk. Die Gruppe stand der Krakauer Avantgarde nahe und entwickelte deren Prinzipien weiter.

## Quelle
- Otto Mallek: Reflektor. In: Herbert Greiner-Mai (Hrsg.): Kleines Wörterbuch der Weltliteratur. VEB Bibliographisches Institut Leipzig, 1983, S. 229.